# Stary Dwór (Olsztyn)
Stary Dwór (deutsch Althof) ist eine Ortschaft im Stadtgebiet von Olsztyn (deutsch Allenstein), der Hauptstadt der polnischen Woiwodschaft Ermland-Masuren und gehört zum Stadtteil Kortowo (Kortau).

## Geographische Lage
Stary Dwór liegt südlich des Kortsees (polnisch Jezioro Kortowskie) bzw. südwestlich des Althof-Sees (polnisch: Jezioro Stary Dwór, auch: Jezioro Starodworskie) an der südwestlichen Stadtgrenze von Olsztyn. Bis zum Stadtzentrum sind es vier Kilometer.

Die Lage von Stary Dwór im Westen des Stadtteils Olsztyn Kortowo

## Geschichte
Ds Gründungsjahr von Althof ist nicht belegt. Im Jahre 1820 wurde der Ort als „Königliches Vorwerk im Amt Allenstein“ mit „vier Feuerstellen und 69 Einwohnern“ genannt. Im Jahre 1857 hat das Vorwerk 69 Einwohner und gehört zum evangelischen bzw. römisch-katholischen Kirchspiel Allenstein. Vorwerksbesitzer ist Domänenpächter Martens in Schloßfreiheit Allenstein. Bei der Volkszählung am 3. Dezember 1861 wurden für Althof vier Wohnhäuser und 85 Einwohner registriert, wobei 49 Einwohner die deutsche Sprache und 36 die polnische Sprache als Muttersprache angaben.
Als am 7. Mai 1874 der neue Amtsbezirk Posorten (polnisch Pozorty) im ostpreußischen Kreis Allenstein errichtet wurde, wurde der „Gutsbezirk Althof, Domäne“ ihm zugeordnet. Nach einiger Zeit wurde der Ort in den Gutsbezirk Posorten eingemeindet, der dann am 30. September 1928 in die Landgemeinde Jomendorf (polnisch Jaroty) eingegliedert wurde.
Als 1945 in Kriegsfolge das gesamte südliche Ostpreußen an Polen abgetreten werden musste, war auch Althof davon betroffen. Der Ort erhielt die polnische Namensform „Stary Dwór“ und ist heute eine Ortschaft im Stadtteil Kortowo (Kortau) der kreisfreien Stadt Olsztyn (Allenstein), bis 1998 der Woiwodschaft Olsztyn, seither der Woiwodschaft Ermland-Masuren zugehörig.

## Kirche
Bis 1945 war Althof in die römisch-katholische Pfarrei Allenstein im damaligen Bistum Ermland, außerdem in die evangelische Kirche Allenstein in der Kirchenprovinz Ostpreußen der Kirche der Altpreußischen Unioneingegliedert.
Heute gehört Stary Dwór zu römisch-katholischen Kirche des Hl. Franz von Assisi in Olsztyn Kortowo, die dem Dekanat Olsztyn I - Śródmieście (= „Innenstadt“) im jetzigen Erzbistum Ermland zugeordnet ist. Die evangelischen Einwohner orientieren sich zur Christus-Erlöser-Kirche Olsztyn innerhalb der Diözese Masuren der Evangelisch-Augsburgischen Kirche in Polen.

## Verkehr
Stary Dwór liegt westlich der Woiwodschaftsstraße 527, die von Dzierzgoń (Christburg) kommend den Stadtteil Olsztyn Kortowo in Nord-Süd-Richtung durchzieht und über den Abzweig der ul. Słoneczna zu erreichen ist. Eine Bahnanbindung besteht nicht.